# Jean-Charles Laveaux

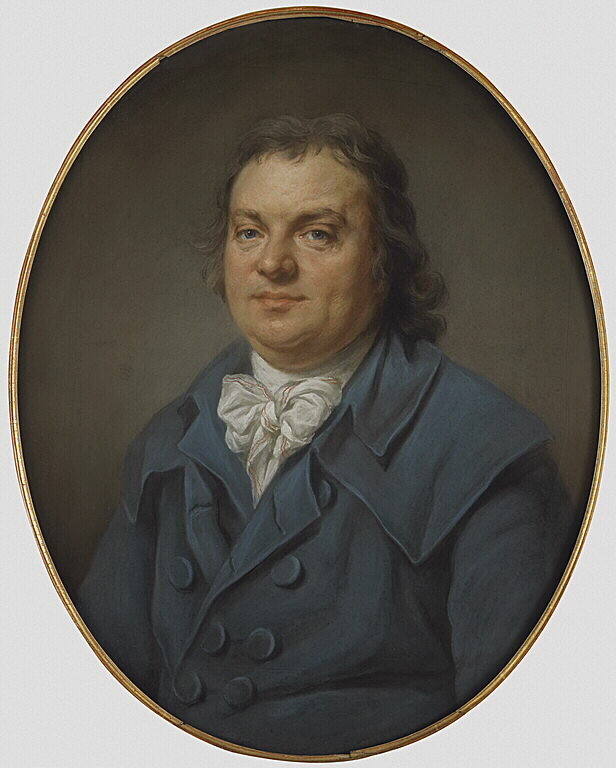
Jean-Charles Laveaux, porträtiert von Joseph Ducreux

Jean-Charles Laveaux (* 17. November 1749 in Troyes; † 15. März 1827 in Paris) war ein französischer Autor, Journalist, Politiker, Lexikograf, Grammatiker, Übersetzer und Historiker, der in Frankreich, Deutschland und in der Schweiz wirkte.

## Leben und Werk
Jean-Charles Laveaux (auch: Jean-Charles Thibault de Laveaux, bzw. Thiébaud de La Veaux) studierte in Troyes und Paris und ging als Theologieprofessor in die Haute-Marche (heute: Département Creuse). Aus privaten Gründe musste er in die Schweiz fliehen, wo er nach großen Schwierigkeiten in Basel eine Professorenstelle für französische Literatur an der Universität erhielt. Hier wurde er auch Mitarbeiter des Kunsthändlers Christian von Mechel. Er nahm einen großen Anteil an verschiedenen wichtigen Kunstbüchern, die von Mechel veröffentlicht wurden, übersetzte Wieland und Miller und versuchte eigene pädagogische Bücher zu veröffentlichen. Er musste allerdings 1780 die Stadt verlassen und, von Basler Freunden (Bernoulli, Merian) beraten, ging er nach Berlin, wo er eine Schule zu gründen versuchte.

### Berlin
Seine Situation in Berlin war zunächst nicht gut: die Schule ging sehr schnell unter, und aus Ärger über diesen schlechten Anfang machte er sich in Berlin viele Feinde, besonders bei den Pastoren der Hugenottenkolonie, die er für unfähig hielt, richtig Französisch zu schreiben oder zu unterrichten. Die Pamphlete, die er schrieb, wurden aber vom König gepriesen, wie auch die Werke, die er mit Erfolg veröffentlichte, seine Tableaux philosophiques (1782) und Les nuits champêtres(1783). Diese Werke wurden auch in Deutschland und Österreich sehr gut aufgenommen. Überzeugt von seinen Fähigkeiten, beauftragte ihn Friedrich II. mit einer Mission: die französische Sprache der Kolonisten zu verbessern. Um sein Unternehmen zu stützen, übertrug ihm der König den Titel eines „Königlichen Professors“. Mit Ironie und Methode versuchte er dann, im Sinne des Königs zu handeln. Seine Leçons de langue française données à quelques Académiciens, sein Cours Théorique et pratique sowie sein Deutsch-Französisches Wörterbuch fanden überall in Deutschland Anerkennung. Er übersetzte viel und schrieb Essays und kritische Romane im Stil Voltaires.
Seine Rolle als Vermittler war ihm bewusst: er war zwar von der Überlegenheit der französischen Sprache überzeugt, meinte aber (wie Friedrich), dass die deutsche auf dem richtigen Weg ist und dass die deutsche Literatur schon große Werke hervorgebracht hat. Er nahm erheblichen Anteil am Disput über den Discours sur l’universalité de la langue française (Rede über die Universalität der französischen Sprache) von Antoine de Rivarol und Die Ursachen der Allgemeinheit der französischen Sprache und der wahrscheinlichen Dauer ihrer Herrschaft von Johann Christoph Schwab (1784). Er denkt, dass eine Sprache auch gefordert sein muss, dass sie zwar das Genie eines Volkes darstellt, aber nicht nur das Instrument einer Klasse sein darf. und der Grammatiker wie der Lexikograph soll eine Art Juste Milieu suchen zwischen dem, was namhafte Schriftsteller wie Racine aus ihr gemacht haben, und nötigen Reformen, die die Sprache „modernisieren“, ohne sie zu entstellen.

### Stuttgart und Straßburg
Kurz bevor sein Protector, Friedrich II., starb, verließ er Berlin für Stuttgart, wo er vom Herzog von Württemberg zum Professor am Carolinum berufen wurde. Dort hat er sich als Historiker, Grammatiker und Pädagoge einen Namen gemacht, aber sein Hang zur Ironie, sein schwieriger Umgang mit Kollegen und Mitmenschen, die berufliche Perspektivlosigkeit in Württemberg, die Gelegenheit der Revolution, machten, dass er Ende 1791 nach Straßburg ging, wo er Herausgeber des wichtigen Courrier de Strasbourg. Journal politique & littéraire uniquement consacré aux nouvelles des frontières & des pays étrangers, & particulièrement à celles des deux rives du Rhin wurde. Sein Aufenthalt im Elsass gestaltete sich jedoch schwierig: er hatte schnell verstanden, dass die Revolution längst noch nicht fertig war und dass die Intelligentsia der Stadt ihm als Zugezogenem keine echte Chance geben würde. Aufgrund seiner Reden, seiner Zeitung, seiner Kampagne gegen den Bürgermeister Dietrich, wurde er der wichtigste Mann der Jakobiner. Als solcher hat er sich allerdings viele Feinde gemacht, und er begriff, dass seine Zukunft nicht im Elsass war.

### Paris
1793 wechselte er endgültig nach Paris, wo er bis 1794 die Zeitung der Bergpartei, das Journal de la Montagne, redigierte. In den Wirren dieser Zeit überstand er mehrere Gefängnisaufenthalte, wurde Verleger und schrieb weiter (Übersetzungen, Wörterbücher, Geschichte). Unter Napoleon war er hoher Beamter der Präfektur, dann Gefängnis und Krankenhausinspektor des Départements Seine. 1815 musste er diese Position räumen und verlegte sich ganz auf seine erfolgreiche lexikografische Tätigkeit.
Laveaux war der Großvater von Charles Marty-Laveaux. Er darf nicht verwechselt werden mit Dieudonné Thiébault, der zur gleichen Zeit wie Thibault de Laveaux in Berlin weilte, noch mit Pierre-François Lavau, „professeur de l’École centrale de Seine-et-Oise“, noch mit J.-A. Lavau, „président de la seconde section du Tribunal établi par la loi du 17 août“, der Cazotte verurteilen ließ.

## Werke

### Belletristik
- Vituline ou la courtisanne insolente. Deutsche Übersetzung: August Friedrich Cranz: Apologie de la Dame Vituline das ist verdolmetschet die gerechtfertigte Vituline als zweite Beilage zu den Ackten der Bockiade. Berlin, Im Selbstverlage des Verfaßers der Gallerie der Teufel, 1782
- Les nuits champêtres, Lausanne 1784, Berlin 1794 (deutsch: Ländliche Nächte, übers. von Wilhelm Christhelf Sigmund Mylius, Berlin 1784; polnisch, Warschau 1788; es handelt sich um Betrachtungen über Gott und die Welt)
- Eusèbe, ou les Beaux profits de la vertu dans le siècle où nous vivons, Amsterdam 1785 (philosophische Erzählung)

### Übersetzungen (Auswahl)
- Erasmus von Rotterdam, Éloge de la folie, Basel 1780 (zahlreiche Auflagen, zuletzt 2006)
- Christoph Martin Wieland, Musarion, ou la Philosophie des Grâces, poème en 3 chants, Basel 1780, Kehl 1784 (Original 1768)
- Johann Martin Miller, Sigevart, Genf 1785 (Original: Siegwart. Eine Klostergeschichte, 1776)

### Wörterbücher
- Dictionnaire français-allemand et allemand-français, à l’usage des deux nations, rédigé par une société de gens de lettres. 2e édition, revue par M. de Laveaux, 3 Bde., Berlin 1784–1785 (im Verlag Arnold Wever; die erste Auflage stammte von Heinrich Friedrich Roux; acht Auflagen bis 1807, ab 1797 in 4 Bden., zuletzt Straßburg 1810–1812)
- (Bearbeiter) Dictionnaire de l’Académie française. Nouvelle édition, augmentée de plus de vingt mille articles, 2 Bde., Paris 1802 (im Zusammenwirken mit dem Verleger Nicolas Moutardier; bearbeitet wurde die 5. Auflage von 1798)
- Dictionnaire raisonné des difficultés grammaticales et littéraires de la langue française, Paris 1818 (810 Seiten), 6. Aufl. 1910, 1972
- Nouveau dictionnaire de la langue française, 2 Bde., Paris 1820 (1093+1063 Seiten), 1828, 1973
- Nouveau dictionnaire portatif de la langue française, Paris 1825 (559 Seiten)
- Dictionnaire synonymique de la langue française, Paris 1826 (306 Seiten, es handelt sich um den Typ des synonymenunterscheidenden Wörterbuchs, z. B. was unterscheidet abattre und démolir ?)

### Weitere Romanistik
- (anonym) Le maître de langue ou Remarques instructives sur quelques ouvrages français écrits en Allemagne, Berlin 1783
- Cours théorique et pratique de langue et de littérature française, 2 Bde., Berlin 1784–1785
  - Critique de quelques auteurs françois qui écrivent en Allemagne. Ouvrage extrait du cours théorique et pratique de langue et de littérature françoise, Berlin 1787
- (anonym) Les vrais principes de la langue française oder Neue französische Grammatik für die Deutschen von einer Gesellschaft Gelehrter beider Nationen, Berlin 1785
- Methodischer Unterricht in der französischen Sprache, 4 Bde., Berlin 1790

### Zeitgeschichte und weiteres
- Vie de Frédéric II roi de Prusse, 7 Bde., Straßburg 1787–1789
- (Hrsg.) Oeuvres posthumes de Frédéric II, roi de Prusse, 15 Bde., Berlin 1788
- Frédéric II, Voltaire, Jean-Jacques, d’Alembert, et l’Académie de Berlin vengés du secrétaire perpétuel de cette académie, ou M. Formey peint par lui-même, avec plusieurs lettres curieuses de Voltaire, Paris 1789
- Journal d’instruction civique et politique dédié aux citoyens de bonne foi, Straßburg 1793
- Histoire de Pierre III, empereur de Russie, suivie de l’Histoire secrète des amours et des principaux amans de Catherine II, par l’auteur de la Vie de Frédéric II, 3 Bde., Paris 1798
- Histoire des premiers peuples libres qui ont habité la France, 3 Bde., Paris 1798